# Nemzetközi Katolikus Szervezetek Konferenciája
A Nemzetközi Katolikus Szervezetek Konferenciája (angolul Conference of International Catholic Organizations /CICO/) a katolikus világszervezetek tevékenységét összehangoló csúcsszerv.
1927-ben alapította 11 katolikus szervezet Fribourg-ban (Svájc) Conference of Presidents néven, tanácskozó testületként. A második világháború után intézményként újították föl, szentszéki jóváhagyást 1951-ben kapott. 1953 óta a nemzetközi katolikus szervezetek (világiak szerepvállalásának) információs hátterét adja, koordinációját végzi. Számos oktatási, szociális, egészségügyi., sajtó- stb. témával kapcsolatos munkabizottsága végez kutatásokat, készít értékeléseket. Részt vállalt a különféle összejövetelek és szentévek előkészítő munkáiban, és támogatja tagszervezeteinek az ENSZ-szel kapcsolatos illetve nemzetközi tevékenységét.
Irodái:
- Genf (Svájc);
- Vatikánváros (Róma);
- Bécs (Ausztria);
- Kairó (Egyiptom).

Központjai:
- Nemzetközi Katolikus UNESCO Központ (CCIC), Párizs;
- Nemzetközi Katolikus Központ (CCIG), Genf;
- Nemzetközi Katolikus Szervezetek Információs Központja, New York.

Tagja több mint 30 katolikus világszervezet, társult és meghívott tag 9 szervezet, és kapcsolatban áll további 8 külső szervezettel. A pápai intézmények közül a Laikusok Pápai Tanácsával tart kapcsolatot.

## Lásd még
- Nemzetközi Karitász
- Katolikus Cserkészek Világszervezete
- Leánycserkészek Nemzetközi Katolikus Konferenciája
- Keresztény Munkásifjú Mozgalom